# プリント配線板製造技能士
プリント配線板製造技能士（プリントはいせんばんせいぞうぎのうし）とは、国家資格である技能検定制度の一種で、都道府県職業能力開発協会（問題作成等は中央職業能力開発協会）が実施する、プリント配線板製造に関する学科及び実技試験に合格した者をいう。

## 概要
プリント配線板製造に必要な技能を認定する国家資格（名称独占資格）である。技能検定試験においては、「プリント配線板設計作業」と「プリント配線板製造作業」に区分される。
等級には、1級 - 3級まであり、それぞれ上級技能者、中級技能者、初級技能者が通常有すべき技能の程度と位置づけられている。
なお、職業能力開発促進法により、プリント配線板製造技能士資格を持っていない者がプリント配線板製造技能士と称することは禁じられている。

## 実技作業試験内容

### プリント配線板製造（プリント配線板設計作業）
- 1級：与えられた電気回路図、設計基準書等に基づいて、両面プリント配線板のパターン設計（製造仕様書を含む）を完成させる。試験時間＝4時間15分
- 2級：与えられた電気回路図、設計基準書等に基づいて、両面プリント配線板のパターン設計（製造仕様書を含む）を完成させる。試験時間＝3時間30分
- 3級：与えられた電気回路図、設計基準書等に基づいて、両面プリント配線板のパターン設計を完成させる。試験時間＝3時間

### プリント配線板製造（プリント配線板製造作業）
- 1級：与えられた製造条件に基づいて、スクリーン印刷法又は写真法のいずれかの方法によって、プリント配線板を製造する。試験時間＝3時間程度（試験会場の設備によって試験時間の延長等の可能性がある）。
- 2級：与えられた製造条件に基づいて、スクリーン印刷法又は写真法のいずれかの方法によって、プリント配線板を製造する。試験時間＝3時間程度（試験会場の設備によって試験時間の延長等の可能性がある）。
- 3級：与えられた製造条件に基づいて、スクリーン印刷法又は写真法のいずれかの方法によって、プリント配線板を製造する。試験時間＝1時間30分程度（試験会場の設備によって試験時間の延長等の可能性がある）。